# Coolboy
Coolboy is een plaats in het Ierse graafschap Wicklow.